# KT HCN
KT HCN은 대한민국의 MSP(종합유선방송 및 채널 제공 사업자)이다. 2002년, 현대백화점 계열에 편입되었으며, KT HCN 서초방송을 비롯한 8개의 SO를 보유하고 있다. 2010년 12월, 유가증권시장에 상장하였으며, 주요 상품(제공서비스)으로는 안드로이드 셋탑기반 고화질 방송과 KT망 인터넷을 활용한 초고속인터넷, KT와 동일한 품질의 알뜰폰 서비스를 제공하고 있고, KT의 인터넷 프로토콜 전송 방식으로 일정한 서비스 품질이 보장되는 가운데, 케이블 TV 가입자에게 실시간 방송 프로그램을 비롯한 각종 멀티미디어 콘텐츠를 복합적으로 제공하는 기술 중립성 방송 서비스인 '아이핏 TV-H'를 2025년 하반기에 출시한 바 있다.
2020년 11월 2일, 주식회사가 현대HCN의 케이블TV 방송부문을 HCN으로 분리하고, 남은 법인은 주식회사 현대퓨처넷으로 변경되어 지주사로 남게 되었다.
2021년 10월 1일, 주식회사 KT스카이라이프가 인수해, 현대HCN이 HCN로 변경되었다. 현대미디어 전 채널도 KT스튜디오지니와 인수해, 사명을 미디어지니로 변경되었으나, 2022년 11월 1일자로 skyTV와 합병되었다. 2025년 3월 4일, HCN이 KT HCN로 변경되었다.

## KT HCN 계열사

### 본사 지역방송국

#### 서울특별시
| 방송국                    | 서비스 지역                 | 소재지                                     |
| ------------------------- | --------------------------- | ------------------------------------------ |
| KT HCN 동작,관악,서초방송 | 서울 동작구, 관악구, 서초구 | 서초, 동작 : 서울특별시 서초구 반포대로 19 |
| KT HCN 동작,관악,서초방송 | 서울 동작구, 관악구, 서초구 | 관악 : 서울특별시 관악구 봉천로 386        |

#### 충청북도
| 방송국          | 서비스 지역                                     | 소재지                            |
| --------------- | ----------------------------------------------- | --------------------------------- |
| KT HCN 충북방송 | 충북 청주시/남부3군 일원 (영동군/보은군/옥천군) | 충청북도 청주시 상당구 단재로 383 |

#### 부산광역시
| 방송국          | 서비스 지역        | 소재지                          |
| --------------- | ------------------ | ------------------------------- |
| KT HCN 부산방송 | 부산 동래구/연제구 | 부산광역시 동래구 중앙대로 1455 |

#### 대구광역시, 경상북도
| 방송국            | 서비스 지역                                                                       | 소재지                                  |
| ----------------- | --------------------------------------------------------------------------------- | --------------------------------------- |
| KT HCN 금호방송   | 대구 북구/군위군                                                                  | 대구광역시 북구 유통단지로8길 108       |
| KT HCN 경북방송   | 경북 동해안 일원 (포항시/영덕군/울진군/울릉군) (영천시/경산시/청도군/경주시 제외) | 경상북도 포항시 북구 새천년대로 1201-19 |
| KT HCN 새로넷방송 | 경북 구미시/김천시/상주시(일부)/칠곡군/성주군/고령군                              | 경상북도 구미시 송정대로 164            |

## 본점 및 지점 현황
- 본점: 서울특별시 마포구 매봉산로 75 DDMC빌딩 18층
- (주)케이티에이치씨엔 서초방송: 서울특별시 서초구 반포대로 19 (서초동, HCN빌딩)
- (주)케이티에이치씨엔 동작방송: 서울특별시 서초구 반포대로 19 (서초동, HCN빌딩)
- (주)케이티에이치씨엔 충북방송: 충청북도 청주시 상당구 단재로 383 (지북동)
- (주)케이티에이치씨엔 금호방송: 대구광역시 북구 유통단지로8길 108 (산격동)
- (주)케이티에이치씨엔 새로넷방송: 경상북도 구미시 송정대로 164 (송정동)
- (주)케이티에이치씨엔 경북방송: 경상북도 포항시 북구 새천년대로 1201-19 (장성동)
- (주)케이티에이치씨엔 부산방송: 부산광역시 동래구 중앙대로 1455 (온천동)
- (주)케이티에이치씨엔 관악지점: 서울특별시 관악구 봉천로 386 (봉천동)